# Sendeanlage

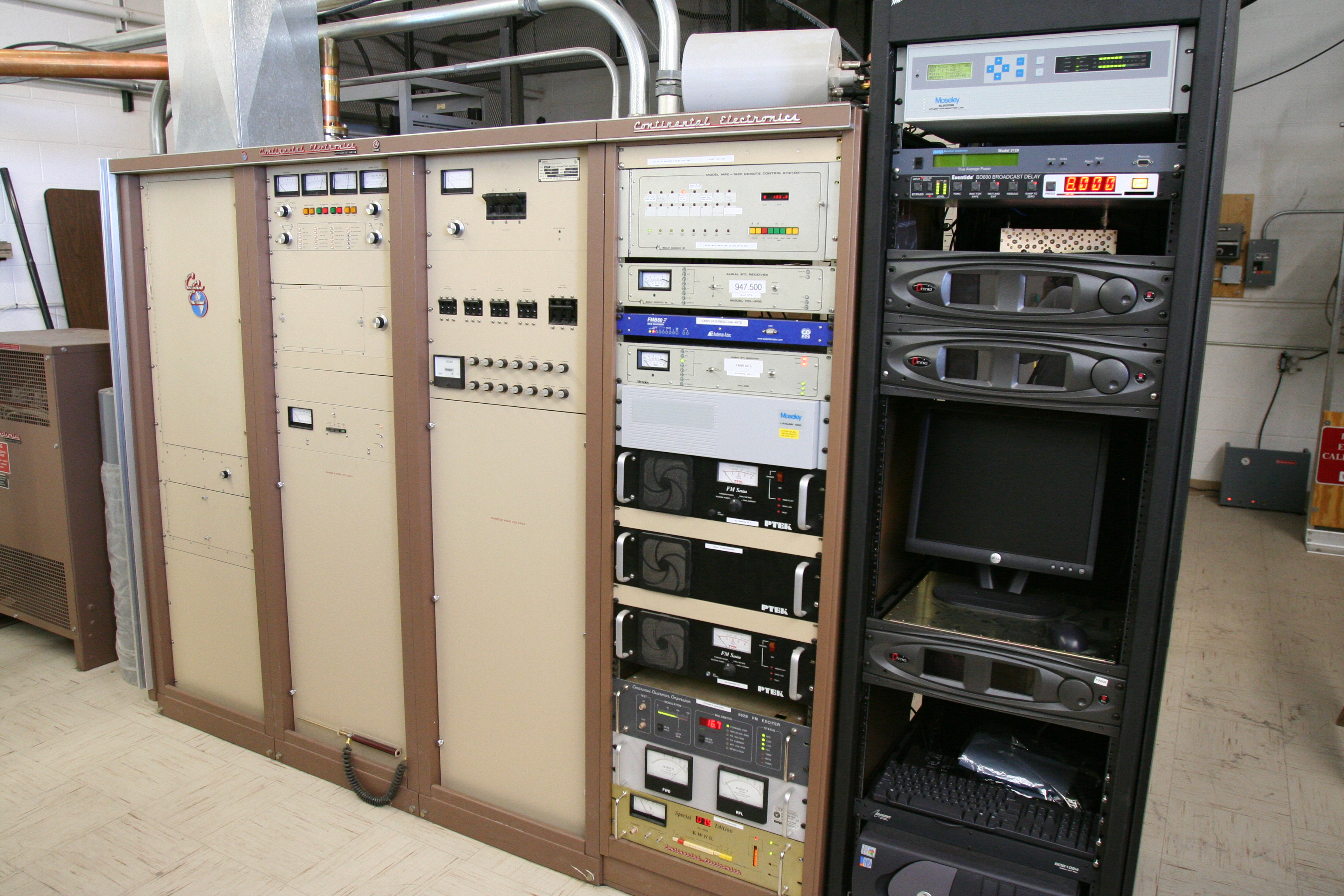
35-Kilowatt-Sender des Rundfunksenders KWNR

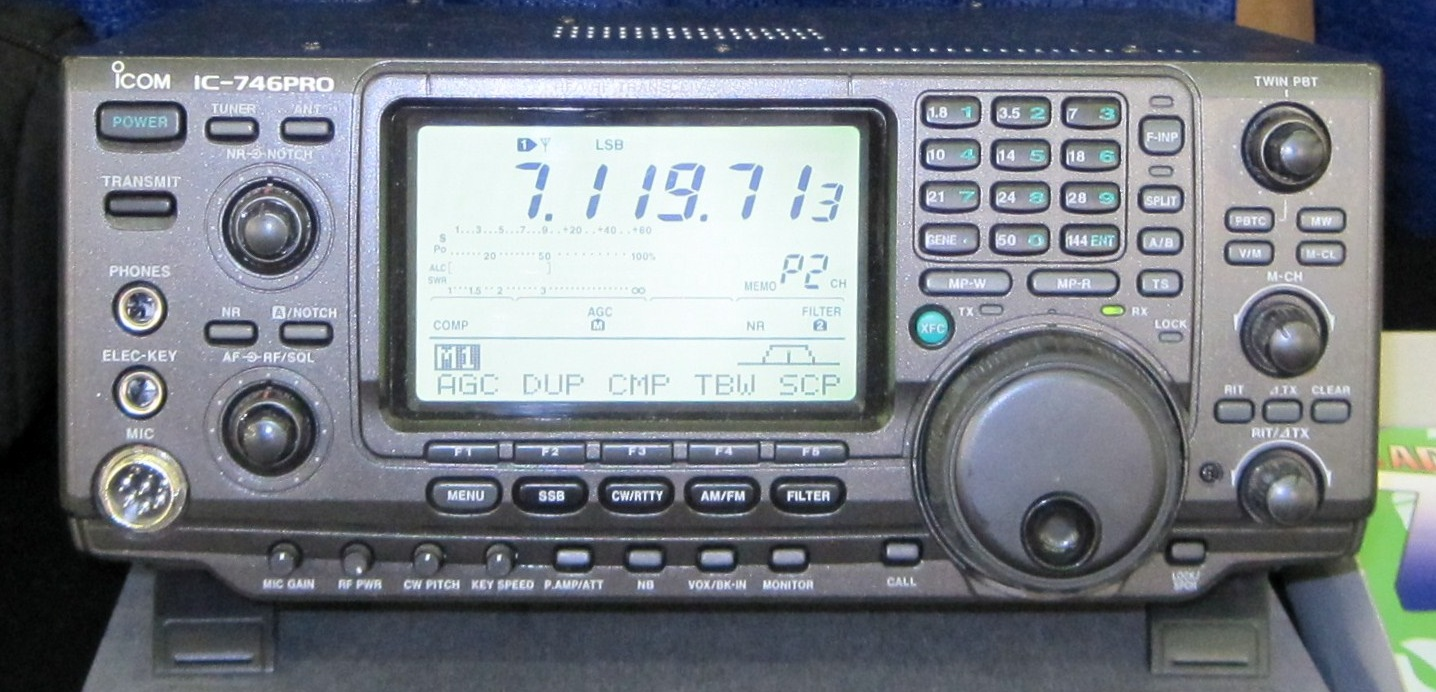
Typischer Kurzwellensender eines Funkamateurs mit 100 Watt Sendeleistung. Als Frequenz ist das 40-Meter-Band eingestellt. Um einen solchen Sender betreiben zu dürfen, muss eine Prüfung abgelegt werden. Mit einem solchen Sender können Stationen auf der ganzen Welt erreicht werden.

Eine Sendeanlage (kurz Sender; englisch transmitter) ist im Fernmeldewesen eine Einrichtung zur Erzeugung und Abstrahlung von elektromagnetischen Wellen, die mit Informationen moduliert sind. Sie besteht heutzutage meistens aus einem Oszillator mit nachfolgendem Verstärker und einer Sendeantenne. Außerdem ist auch stets eine Einrichtung zur Modulation der Schwingung nötig, damit Nachrichten übermittelt werden können.

## Allgemeines
Im engeren Sinne wird ein Gerät wie ein Mobiltelefon, welches diese notwendigen Bausteine enthält, als Sender bezeichnet. Zu modulierende Informationen sind beispielsweise Sprache oder Musik.

## Hochfrequenzgenerator

### Geschichte
In der Anfangszeit der Funktechnik wurden Sendeanlagen gebaut, bei denen die Schwingungserzeugung mit Funken bzw. Lichtbögen oder Maschinen erfolgt (z. B. Längstwellensender Grimeton). Aber schon in den 1920er Jahren setzte sich in diesem Bereich die Elektronik mit Vakuumröhren durch, ab 1960 mit Halbleiterbauelementen.

### Aufbau und Bestandteile
Prinzipiell kann eine Oszillatorschwingung direkt auf die Antenne gegeben werden. Da aber der Oszillator im Allgemeinen eine zu geringe Leistung erzeugt, befinden sich zwischen Oszillator und Antenne meistens noch mehrere Verstärkerstufen, um die Sendeleistung zu erhöhen. Häufig wird nicht die vom Oszillator erzeugte Frequenz als Sendefrequenz verwendet, sondern besonders bei recht hohen Sendefrequenzen wie UKW eine Oberwelle, deren Frequenz ein Vielfaches der Oszillatorfrequenz ist. Diese wird aus der Schwingung hinter einer Verzerrerschaltung in Form eines übersteuerten Verstärkers mit LC-Gliedern herausgefiltert und dann verstärkt. In Anlagen für Frequenzmodulation oder mehrere Frequenzen kommen spannungsgesteuerte Oszillatoren (VCO) oder Oszillatoren nach dem Synthesizerprinzip zum Einsatz. Bei Normalfrequenzsendern wie DCF77 wird die Trägerfrequenz des Senders von einer Atomuhr erzeugt und durch Frequenzteilung beziehungsweise -vervielfachung auf den gewünschten Wert gebracht. Da dieses Verfahren sehr aufwendig ist, kommt es für die meisten Anlagen nicht zur Anwendung – meist besitzen Quarzoszillatoren ausreichende Frequenzstabilität.
Die zu übertragenden Informationen wie Musik oder Sprache werden durch Modulation der Trägerfrequenz aufgeprägt.
Als Verstärkerelemente kommen insbesondere in Endstufen hoher Leistungen noch Elektronenröhren zum Einsatz. Für Mikrowellen-Sendeanlagen werden spezielle Halbleiterbauelemente oder Laufzeitröhren – wie Klystrons oder Magnetrons – eingesetzt.
Bei der Erzeugung und Verstärkung entstehen Oberwellen. Diese sollen nicht über die Antenne abgestrahlt werden und müssen mit Tiefpassfiltern unterdrückt werden. Für kleine Reichweiten bis 20 m (Fernsteuerung) werden auch gelegentlich Induktionssender verwendet.

### Kühlung

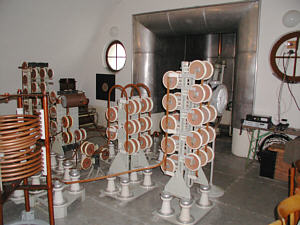
Kondensatoren und Spulen eines Mittelwellensenders älterer Bauart
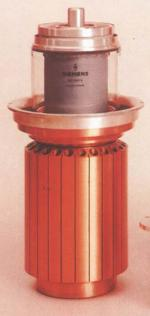
Siedegekühlte Anode einer großen Senderöhre
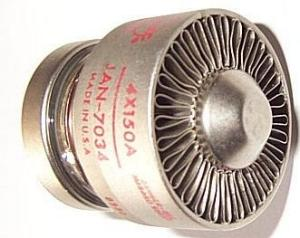
Kühlkörper einer kleinen luftgekühlten Senderöhre

Die Endstufen von Sendeanlagen sehr kleiner Leistung benötigen keine besonderen Kühleinrichtungen. Röhrenendstufen sind bis zu mittleren Leistungen (wenige 100 Watt) oft nur strahlungsgekühlt. Für mittlere Sendeleistungen wird die Konvektions-Luftkühlung (Halbleitersender) oder forcierte Luftkühlung verwendet. Für große Leistungen wird schon seit 1930 die Wasserkühlung der Endstufen (Röhren oder Transistoren) wie im Bild rechts angewandt. Da in Röhrenendstufen hohe elektrische Spannungen nötig sind, ist oft destilliertes deionisiertes Wasser im Kühlkreislauf nötig. Dieses Wasser gibt in einem Wärmeübertrager seine Wärme an einen zweiten Kreislauf ab, in dem das Wasser keinen besonderen Reinheitsanforderungen genügen muss, da es nicht mit spannungsführenden Komponenten in Kontakt kommt.
Bei Hochleistungsröhren wird heute auch die Siedekondensationskühlung angewandt. Bei dieser Technik sind Siedekühlung und Kondensation räumlich eng beieinander. Das Kühlmittel durchfließt den Kühlkanal, der mit zur Anodeninnenseite hin orientierten Nuten ausgestattet ist. Der in diesen Nuten entstehende Dampf gerät in den Hauptkühlkanal, wo er verwirbelt wird und wieder kondensiert. Da sich dieser Vorgang im Fall von Wasser bei Temperaturen von über 100 Grad Celsius abspielt, können mit diesem Kühlverfahren nur Röhren gekühlt werden. Das Verfahren funktioniert nach dem Prinzip eines Wärmerohrs. Werden in einer Siedekühlung oder einem Wärmerohr Wärmeträger mit niedrigerem Siedepunkt oder bei niedrigerem Druck verwendet, können so auch Halbleitersender gekühlt werden.
Heatpipes erlauben die wartungsfreie Wärmeabführung auf kleinem Raum bei hohen Wärmeleistungen. Eine Anwendung ist daher die Kühlung von Sendern an Bord von Satelliten und Flugzeugen.

### Stromversorgung
Röhrensender benötigen hohe Anodenspannungen (Größenordnung 1 bis 20 Kilovolt), die mit Netztransformatoren und Gleichrichtern erzeugt wird. Oft sind Stromaggregate vorhanden, um unabhängig vom Stromnetz zu sein.
Oft werden Sendeanlagen zur Erhöhung der Versorgungssicherheit oder aufgrund der hohen Leistung aus einer höheren Netzspannungsebene gespeist. So werden bzw. wurden die französischen Großsender Allouis und Roumoules, sowie Konstantynow in Polen aus dem Hochspannungsnetz (110 kV in Allouis und Konstantynow, 150 kV in Roumoules) gespeist, obwohl eine Stromversorgung aus der Mittelspannungsebene (ca. 20 kV) auch den Leistungsbedarf hätte decken können.

## Antenne

### Überblick
Der Typ der Antenne hängt vom Frequenzbereich, der Leistung und der erwünschten Richtcharakteristik ab. Für Längstwellen werden meistens Schirmantennen, für Lang- und Mittelwellen selbststrahlende Sendemasten, für Kurzwellen und Ultrakurzwelle (UKW) Dipolantennen und daraus bestehende Gruppenantennen verwendet. Für die meist gerichtet abgestrahlten Mikrowellen werden oft Parabolantennen verwendet.
Antennenträger für UKW- und TV-Sender werden geerdet. Es kommen sowohl abgespannte Stahlfachwerkmasten als auch freistehende Stahl- und Stahlbetontürme zum Einsatz, wobei sich die Sendeantennen an oder nahe der Spitze befinden. Manche Sendetürme für UKW verfügen über hochgelegene Betriebsräume und/oder über touristische Einrichtungen wie Restaurants und Aussichtsplattformen, die über einen Aufzug zugänglich sind. Solche Türme werden meistens als Fernsehturm bezeichnet. Für Mikrowellen verwendet man häufig Parabolantennen. Diese können für Richtfunkanwendungen auf Sendetürmen für UKW auf speziellen Plattformen aufgestellt werden. Für die Programmzuspielung von Fernsehsatelliten und den Funkkontakt zu Raumflugkörpern sind große Parabolantennen mit Durchmessern von 3 bis 100 Metern Durchmesser nötig. Solche Anlagen, die ggf. auch als Radioteleskop genutzt werden können, sind oft beweglich ausgeführt.
Als Sendeantennen für Lang- und Mittelwellensender werden meistens selbststrahlende Sendemasten verwendet, die entweder gegen Erde isoliert sind und am Fußpunkt gespeist werden oder auch als geerdete Konstruktionen ausgeführt sind, die über mit den Pardunen verbundene Hilfsseile gespeist werden. Auch Reusenantennen und Langdrahtantennen an geerdeten Türmen und Masten kommen zum Einsatz. Gelegentlich kommen auch T-, L- und Dreieckflächenantennen zum Einsatz. Sendeantennen für Lang- und Mittelwelle werden meistens als abgespannte Masten ausgeführt. Ähnliche Antennen mit kleineren Abmessungen werden auch für Kurzwellensender verwendet, wenn diese im Rundstrahlbetrieb senden.
Für weitere Informationen siehe Sendeantenne.

### Schutzschaltungen
Da in Sendeanlagen größerer Leistungen große Ströme bei hohen Spannungen (bis zu 20 kV) fließen können und Sendeanlagen einem erhöhten Überspannungsrisiko, bedingt durch den meistens Gewitterblitzen ausgesetzten Antennenträger, ausgesetzt sind, müssen umfangreiche Schutzschaltungen vorgesehen werden, um den Betrieb der Anlage zu sichern und um Anlagenkomponenten so gut wie möglich vor Zerstörung zu schützen.
Der Sender muss stets mit angeschlossener Last (Antenne) betrieben werden. Ist dies durch eine Störung nicht der Fall, muss er abgeschaltet werden, ansonsten kann die Endstufe zerstört werden. Hierzu gehört auch die Überwachung des Stehwellenverhältnisses, das Verhältnis von Umax/Umin längs der Hochfrequenzleitung. Es muss möglichst nahe 1 liegen, um die Kabelverluste gering zu halten. Ursache für ein abweichendes Stehwellenverhältnis können Defekte in Steckverbindern, an der Antenne oder deren Anpassungsnetzwerk sein.
Bei röhrenbestückten Sendern muss zuerst die Heizspannung an den Röhren anliegen, die Anodenspannung wird erst nach dem Aufheizen zugeschaltet. Andernfalls unterliegen die Röhren erhöhtem Verschleiß.
Der Schutz vor Blitzeinschlägen ist insbesondere bei isoliert stehenden selbststrahlenden Sendemasten oder bei Sendeantennen von Bedeutung. Hier wird als Grobschutz eine Funkenstrecke zwischen Antenne und Erde geschaltet, die bei Blitzschlag zündet. Einen Feinschutz gewähren zusätzliche gasgefüllte Überspannungsableiter. Ein Überwachungsgerät für das Stehwellenverhältnis schaltet den Sender kurzzeitig ab, falls das Stehwellenverhältnis nach einem Blitzschlag aufgrund eines gezündeten Ableiters nicht mehr stimmt. Bleibt das Stehwellenverhältnis auch nach mehreren Einschaltversuchen außerhalb der Norm, bleibt der Sender abgeschaltet. In manchen Sendeanlagen befinden sich an kritischen Stellen auch Ultraviolett-Detektoren, die auf Vorentladungen oder Lichtbögen reagieren und den Sender abschalten, so dass der Lichtbogen erlischt.
Bei wassergekühlten Endstufen muss die elektrische Leitfähigkeit des Wassers überwacht und gering gehalten werden. Übersteigt sie einen bestimmten Wert, muss der Sender abgeschaltet und das Wasser ausgetauscht werden.
Weiterhin werden auch der Modulationsgrad, die Betriebsspannung, die Sendefrequenz und weitere Betriebsparameter überwacht. Die Auswertung geschieht entweder vor Ort oder von einer entfernten Leitstelle, zu der diese Werte (drahtgebunden oder anhand des Sendesignales) übermittelt werden.

### Gebäude
Bei großen stationären Anlagen ist für die Unterbringung der technischen Geräte ein entsprechendes Gebäude, das Sendergebäude, vonnöten. Dieses meistens als reiner Zweckbau ausgeführte Bauwerk befindet sich bei Sendeanlagen für UKW und TV unmittelbar neben den Antennenträger, bei Sendeanlagen für Längst-, Lang-, Mittel- und Kurzwelle aus strahlungstechnischen Gründen häufig 30 bis 600 Meter von der Sendeantenne entfernt. Die Übertragung der Sendeleistung geschieht dann mit einer Reusenleitung oder mit einem Koaxialkabel.
Unter anderem in Fernsehtürmen gibt es Räume für die Aufnahme der Sendegeräte. Solche Bauwerke werden für Richtfunk- und UKW-Sender eingesetzt.
Unter oder bei selbststrahlenden Sendemasten befindet sich oft ein Gebäude zur Aufnahme der Impedanzanpassung (des Anpassungsnetzwerks) der Antennen, das Abstimmhaus.

## Rechtsfragen

### Allgemeingültiges

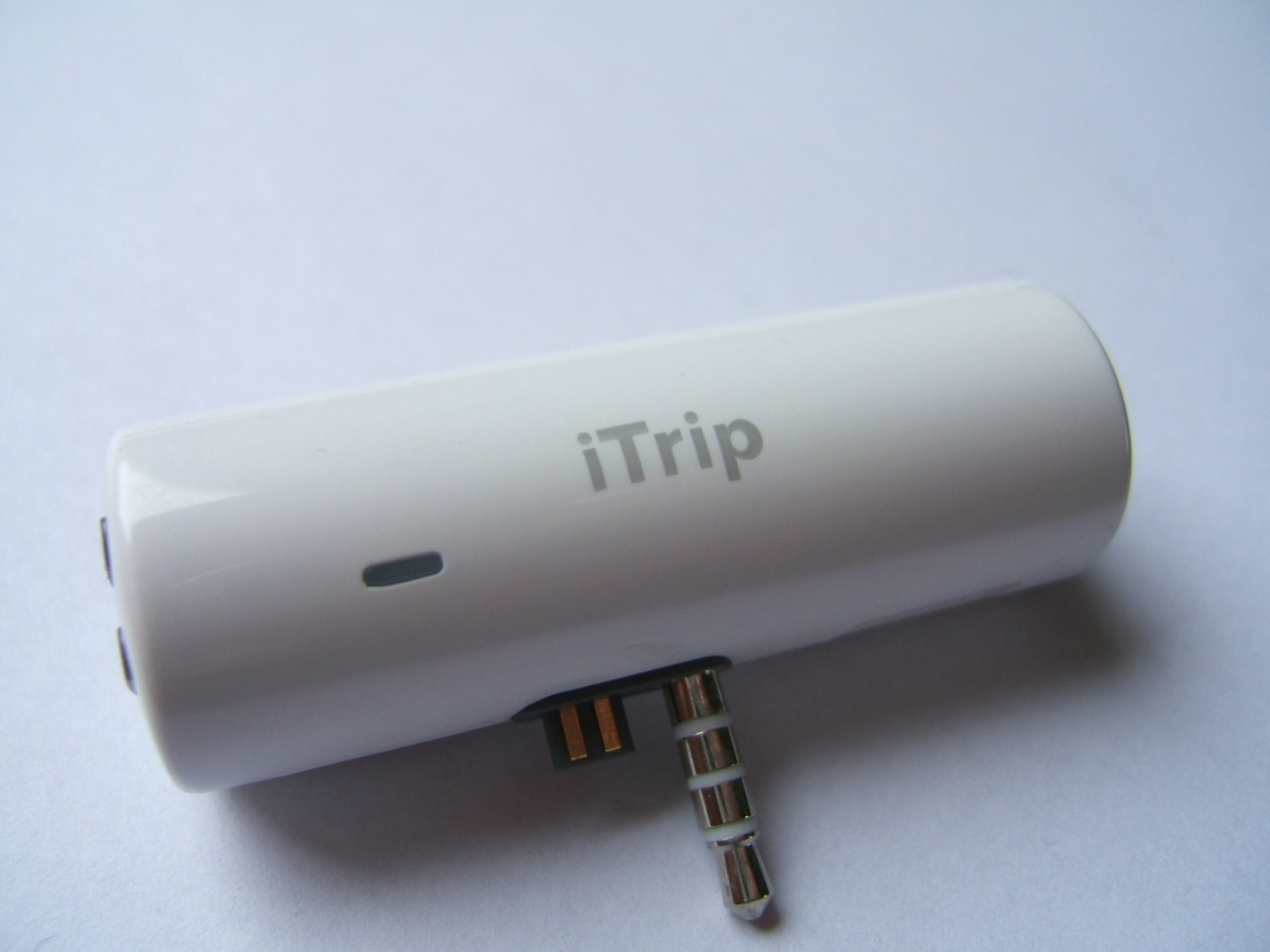
Seit Februar 2006 erlaubt: ein Minisender für den iPod

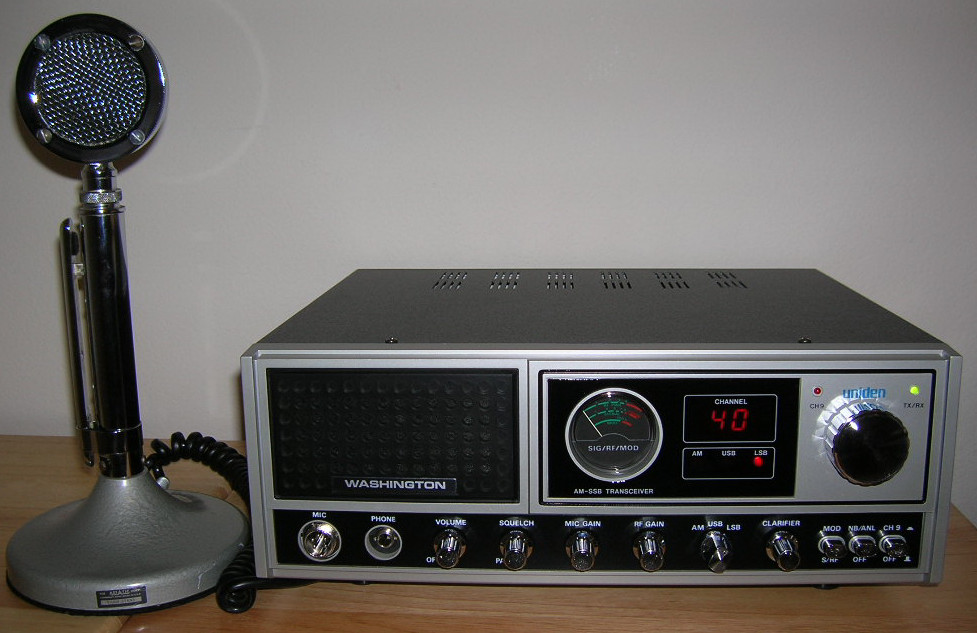
CB-Funk-Sender älterer Bauart. Die Verwendung ist normalerweise gebührenfrei und bedarf keiner Genehmigung. Der Sender arbeitet im 11-Meter-Band auf 27 MHz.

Da sich Funkwellen über Grenzen hinweg ausbreiten, ist für Sendeanlagen in Frequenzbereichen, in denen große Reichweiten möglich sind, eine internationale Koordinierung, wie sie zum Beispiel im Genfer Wellenplan festgelegt ist, nötig.
In Deutschland kontrolliert die Bundesnetzagentur für Elektrizität, Gas, Telekommunikation, Post und Eisenbahnen diesen Bereich. Die Sendefrequenzen
werden von ihr aufgrund eines Frequenzplans vergeben. Eine illegale Sendeanlage wird auch als Schwarzsender bezeichnet.
Legal ohne Genehmigung zu betreibende Sender arbeiten in den ISM-Bändern und müssen eine Bauartzulassung besitzen. Als Funkamateur darf man seine Sender und die Antennenanlage selbst bauen oder auch gekaufte Sender verändern. Der Amateurfunkdienst ist der einzige Funkdienst, dem dieses erlaubt ist. In der Vollzugsordnung für den Funkdienst ist international festgeschrieben, dass Funkamateure gemäß der ITU-Empfehlung ITU-R M.1544 theoretische Mindestkenntnisse von Technik, Gesetzeskunde, der Abwicklung von Funkverbindungen (der sog. Betriebstechnik) sowie von elektromagnetischer Umweltverträglichkeit (EMVU) und von elektromagnetischer Verträglichkeit (EMV) haben müssen. Diese Kenntnisse muss ein angehender Funkamateur bei einer Prüfung bei seiner nationalen Fernmeldeverwaltung nachweisen.
Der CB-Funk ist dagegen bis zu bestimmten Maximalleistungen eingeschränkt privat nutzbar, Veränderungen am Gerät, so wie im Amateurfunk, sind nicht erlaubt.
Seit Februar 2006 ist in Deutschland der Betrieb von Sendern (sog. FM-Transmitter) im UKW-Band (Band II) mit kurzer Reichweite von einigen Metern mit bis zu 50 nW ERP für private Zwecke erlaubt, z. B. zur Übertragung der Signale eines MP3-Spielers zum Autoradio.

### Planung
Die Planung einer Sendeanlage beginnt bei der Wahl des Standorts. Aus Gründen der elektromagnetischen Umweltverträglichkeit ist ein Mindestabstand zu Wohnhäusern einzuhalten, der von der Sendefrequenz und der Bauart der Sendeantenne abhängt.
Sender für Lang- und Mittelwelle errichtet man an einem Standort von hoher elektrischer Bodenleitfähigkeit, um eine gute Erdung zu gewährleisten. Hierfür sind Standorte am Meer oder in Flussniederungen ideal. Sendeanlagen für UKW baut man am besten erhöht, da sich diese Wellen quasioptisch ausbreiten. Man kann von dort somit größere Gebiete versorgen.
Ein Sender muss häufig mit einem eingeschränkten Richtdiagramm betrieben werden, um nicht andere Nutzer zu stören. Beispiele sind Richtfunkverbindungen oder die Kommunikationskanäle der Eisenbahn.

## Standortangaben
Es ist üblich, die geographischen Koordinaten des Standortes von Sendeanlagen anzugeben. Es wird der Standort der (im Regelbetrieb verwendeten) Sendeantenne angegeben. Das ist besonders bei Funkfeuern von Bedeutung.
Bei der Angabe einer Ortsbezeichnung wird der Ort genannt, auf dessen Gemarkung sich die Sendeanlage befindet. Aus Verschleierungsgründen wurde dies in der ehemaligen Sowjetunion und den Staaten des ehemaligen Ostblocks meistens nicht getan – es wurde der nächstgrößere Ort genannt. Bei Sendeanlagen auf Berggipfeln wird meistens der Name des Gipfels genannt, manchmal aber auch die Gemarkung des Ortes, auf dem sich dieser Gipfel befindet.
Aus diesem Grund gibt es für zahlreiche Sendeanlagen oft mehrere Standortbezeichnungen.

## Kulturelle Bedeutung
Manche Städte, wie Mühlacker, Ismaning, Langenberg, Rothsürben, Kalundborg, Hörby und Allouis wurden als Standorte leistungsfähiger Sendeanlagen weit bekannt. Manche Sendetürme wie der Berliner Fernsehturm oder der Stuttgarter Fernsehturm wurden zu Wahrzeichen von Städten.
Viele Sendeanlagen verfügen über sehr hohe Antennenträger, deren Realisierung oft eine bautechnische Höchstleistung war. Sie sind darum auch in der Rubrik Hohe Bauwerke aufgeführt.

## Rekorde
- Höchster Sendemast

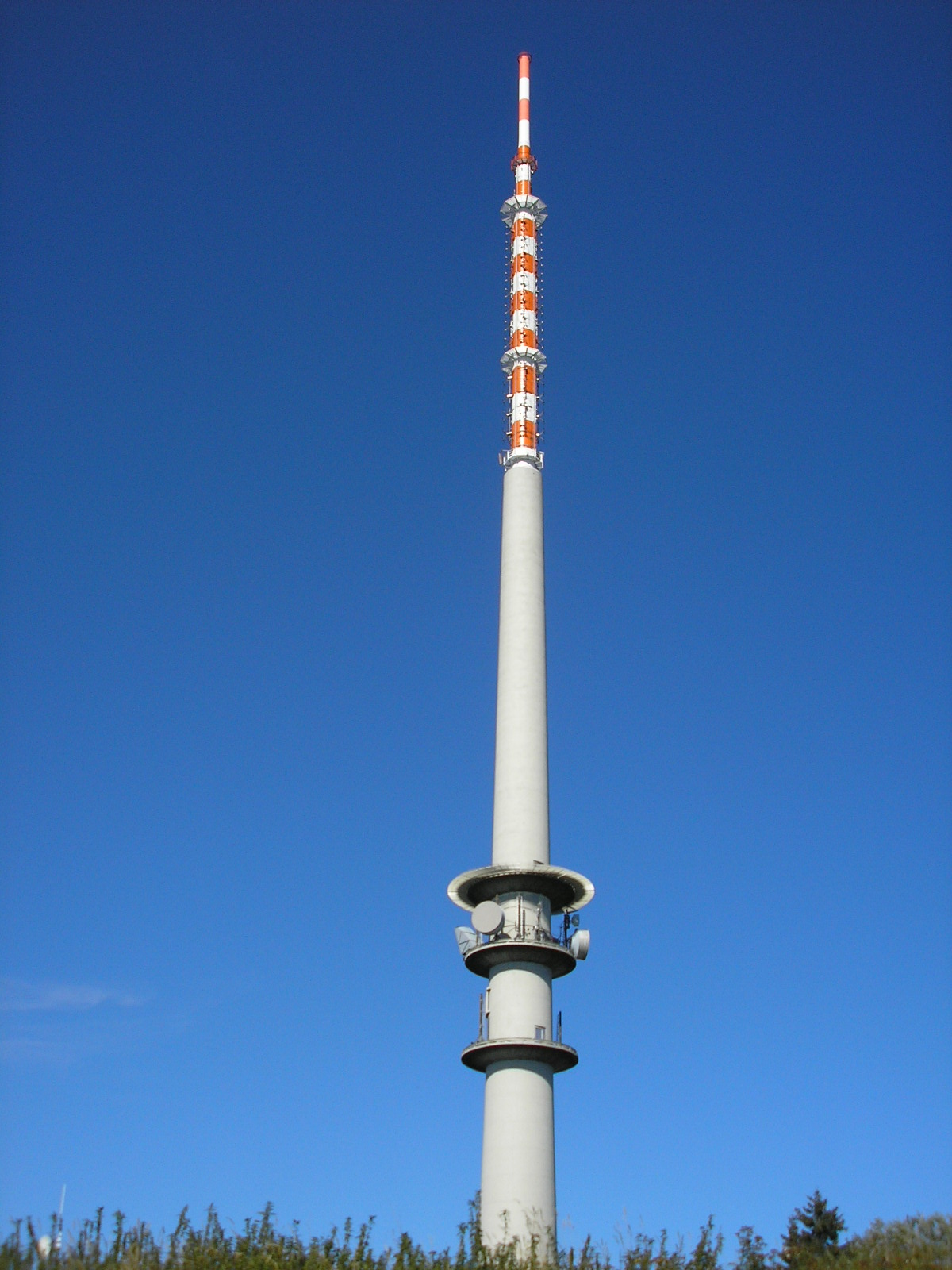
Sendemast auf dem Bleßberg (Thüringen)

  - 1974–1991, Sendemast Radio Warschau in Konstantynów für 2000 Kilowatt Langwellensender, 648,38 Meter
  - 1963–1974 und seit 1991, KVLY-Tower 628,8 Meter

- Höchste Sendeleistungen
  - Langwelle, Sender Taldom 2500 Kilowatt
  - Mittelwelle, Sender Bolshakovo 2500 Kilowatt

- Höchstgelegene Sendestandorte
  - UKW Pic du Aigu bei Chamonix
  - MW Pic Blanc in Andorra

## Radiosender

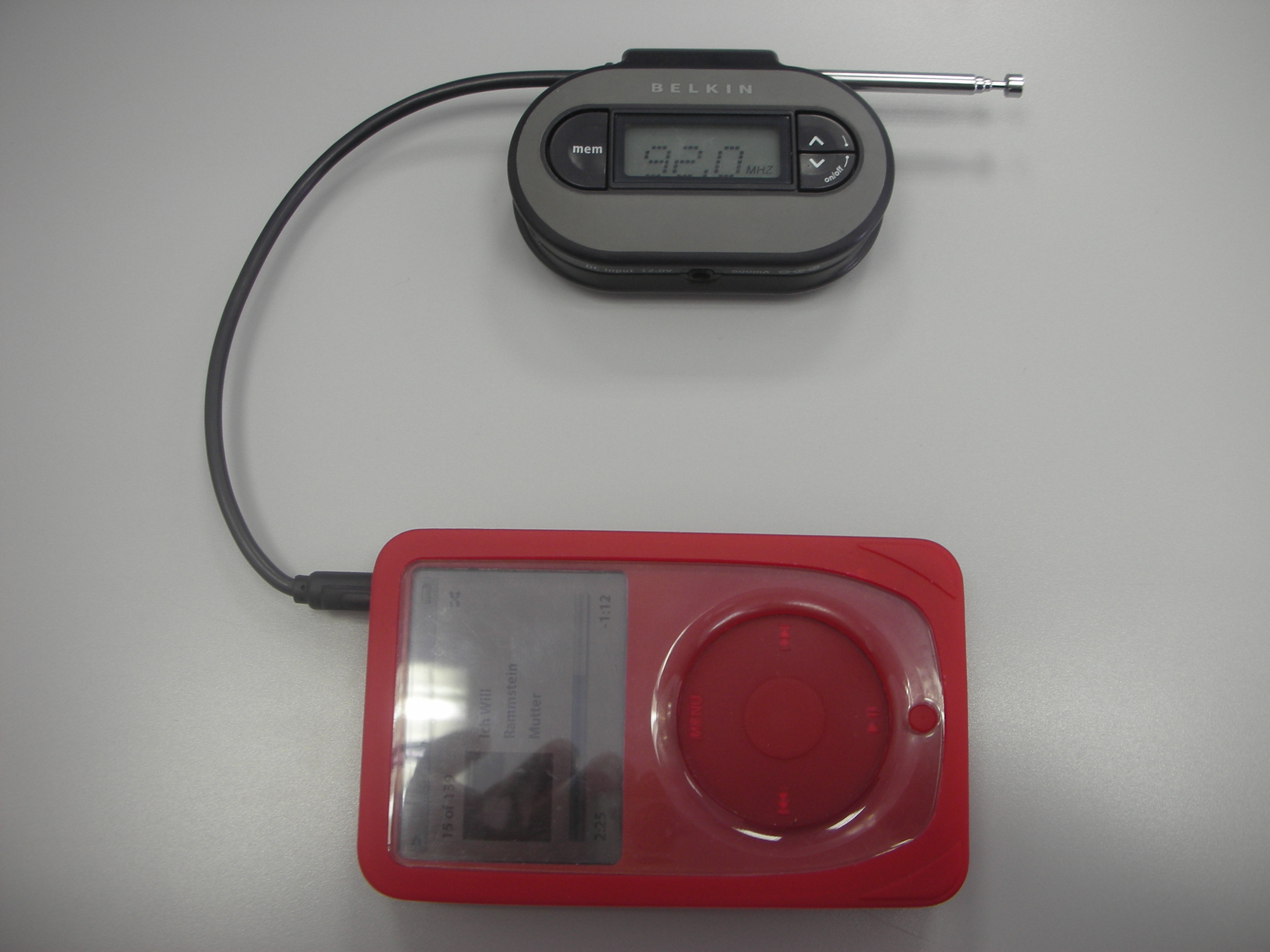
FM-Transmitter mit Audioquelle

Der Begriff „Radiosender“ bezeichnet, neben der Station und dem Programm (siehe Hörfunk), auch eine spezielle Sendeanlage, die Musik, Sprache oder Daten mittels eines Modulators auf eine Sendefrequenz aufmoduliert, verstärkt und einer Antenne zuführt (siehe Rundfunksender). Damit können Signale über große Distanzen übertragen und mit einem Radioempfänger empfangen werden.
In Deutschland bedarf der Betrieb (nicht der Bau) einer Sendeanlage zum Zweck der Rundfunkübertragung einer Genehmigung durch die zuständige Landesmedienanstalt.
Als FM-Transmitter bezeichnet man sehr schwache, wie UKW-Sender frequenzmodulierte Sender. Sie werden zur Übertragung von Musik und Sprache über kurze Distanzen benutzt und können mit UKW-Empfängern empfangen werden. Anwendung finden derartige Radiosender z. B. im Autokino oder innerhalb des eigenen Autos zur Einspeisung eines MP3-Players in das eigene Autoradio.